# Antoine de Ville
Antoine de Ville, również Antoine Deville (ur. 1596 w Tuluzie, zm. w 1657) – francuski budowniczy i żołnierz, ceniony inżynier polowy. Wykształcenie zdobył w jezuickim kolegium w Tuluzie. Brał udział w wielu wojnach, zwłaszcza w kampaniach prowadzonych przeciwko protestantom, między innymi w zdobyciu twierdzy La Rochelle (1624), jak też w oblężeniu fortecy Corbi w czasie walk z Hiszpanią (1635–1639). Czasowo zwolniony ze służby na rzecz króla Francji, udał się do Włoch, między innymi do Rzymu i Neapolu, gdzie zbierał materiały do prac poświęconych teorii budownictwa obronnego. W latach 1630–1635 pozostawał na służbie Rzeczypospolitej Weneckiej. Była autorem dzieł La fortyfication du chevalier de Ville (Fortyfikacja przez kawalera de Ville’a) i De la charge des gouverneurs forteresses (Atak na twierdze główne).